# オットリーノ・レスピーギ
オットリーノ・レスピーギ（Ottorino Respighi, 1879年7月9日 – 1936年4月18日）は、イタリアの作曲家・音楽学者・指揮者。ボローニャ出身で、1913年からはローマに出て教育者としても活動した。1908年までは演奏家、とりわけヴァイオリン奏者やヴィオラ奏者として活動したが、その後は作曲に転向した。近代イタリア音楽における器楽曲の指導的な開拓者の一人としてつとに名高く、「ローマ三部作」と呼ばれる一連の交響詩（『ローマの噴水』『ローマの松』『ローマの祭り』）が広く知られる。16世紀から18世紀の音楽に対する関心から、古楽に基づく作品も遺した。

## 略歴
ボローニャに生まれ、地元の音楽教師だった父親からピアノとヴァイオリンの指導を受ける。1891年から1899年までボローニャ高等音楽学校においてヴァイオリンとヴィオラをフェデリコ・サルティに、作曲をジュゼッペ・マルトゥッチに、音楽史を、古楽の専門家ルイージ・トルキに師事。1899年にヴァイオリン演奏でディプロマを取得すると、1900年から1901年までと、1902年から1903年までの2度のシーズンにわたってロシア帝国劇場管弦楽団の首席ヴィオラ奏者としてサンクトペテルブルクに赴任し、イタリア・オペラの上演に携わった。サンクトペテルブルクではニコライ・リムスキー＝コルサコフと出逢って5か月におよぶ指導を受け、その精緻な管弦楽法に強い影響を受けた。多くの資料では、さらに1902年にベルリンで短期間マックス・ブルッフの薫陶を受けたとされているが、エルザ未亡人はこの説を事実ではないとして否定している。その後ボローニャに戻り、作曲で2つめの学位を取得した。1908年までムジェッリーニ五重奏団より第1ヴァイオリン奏者に迎えられている。1908年から1909年までベルリンに滞在し、演奏家や、声楽教室のピアノ伴奏者として稼ぎながら音楽的な知見を広げ、イタリア人以外の作曲家にも開眼した。
ようやく帰国すると作曲に没頭し、自作のカンタータ『アレトゥーザ』（1911年）のピアノ伴奏版の作成に熱心に打ち込む。
ボローニャ高等音楽学校に定職が得られることを要望するも果たせず、やっと1913年にサンタ・チェチーリア国立アカデミア作曲科教授に任命されてローマに移住し、以後最晩年まで同地にて暮らした。1917年に交響詩『ローマの噴水』をローマで初演するが成功せず、自信を喪失するが、1918年、アルトゥーロ・トスカニーニによるミラノでの再演が大成功をおさめ、作曲家としての突破口を切り開くことができた。1919年に、1915年からの門弟で、声楽家でもあったエルザ・オリヴィエリ＝サンジャコモと結婚する。
1923年にはサンタ・チェチーリア国立アカデミアの院長に就任し、1926年にも再び院長に任命されたため、十分な時間を作曲に充てることができなくなった。それでも1935年まで教職に就き、1925年にセバスティアーノ・アルトゥーロ・ルチアーニと共著で初歩的な教則本『オルフェウス』（ラテン語: Orpheus）を上梓した。1932年にはイタリア王国学士院の会員に任命された。
晩年は国内外で自作の上演のため何度も演奏旅行に出ており、指揮者を務めたり、ピアニストとして声楽家であるエルザ夫人の伴奏を務めたりなどした。レスピーギの作品はファシスト党政権にも非常に好評であったが、レスピーギ自身はまだファシズムに深入りしてはいなかった。後半生はベニート・ムッソリーニのファシスト党とぎこちない関係を続けた。それでもトスカニーニのような明け透けな党の批判者の支持も得て、批判者が自作を上演することを認めた。『ローマの祭り』の初演は1929年にトスカニーニの指揮するニューヨーク・フィルハーモニー管弦楽団によって行われた。初録音は1942年にフィラデルフィア管弦楽団、再録音は1949年にNBC交響楽団によって行われ、いずれもトスカニーニの指揮であった。
レスピーギの作品はアメリカ合衆国でかなりの成功を収めた。ピアノと管弦楽のための『トッカータ』は、1928年11月にカーネギーホールにおいて、作曲者自身のピアノ独奏とウィレム・メンゲルベルクの指揮、ニューヨーク・フィルハーモニー管弦楽団によって初演されている。大規模な変奏曲『メタモルフォーゼ』はボストン交響楽団創立50周年記念の依嘱作品であった。
1936年1月までは作曲を続けていたが、その後は次第に病に蝕まれ、もはや新作を完成させることができなかった。同年4月18日に心臓病のため亡くなり、ローマに埋葬されたが、翌1937年には亡骸が郷里のボローニャに移葬された。

## 作風
初期の擬古典主義的な習作の後、ロシア滞在を経てレスピーギの音楽語法は変化を遂げた。自由な形式、拡張された和声法、振幅の大きい表現が、それ以後の作品を左右する要素となっている。さらにレスピーギ作品を代表しているのが、イタリア国内のヴェリズモからの離反である。イルデブランド・ピッツェッティやジャン・フランチェスコ・マリピエロ、アルフレード・カゼッラとともに、ヨーロッパ全土からの影響を咀嚼して、現代的な音楽文化を成立させた。当のレスピーギは作品中において複調的な傾向を見せており、管弦楽曲はとりわけフランス印象主義音楽（特にクロード・ドビュッシー、モーリス・ラヴェル）の影響を感じさせるものの、鋭角的なオーケストラの色彩感覚は両者のそれと全く異なるものである。
また、レスピーギはイタリアにおける古楽復興の旗手でもあり、17世紀とその前後のイタリア音楽に対する熱心な研究・調査から、クラウディオ・モンテヴェルディやアントニオ・ヴィヴァルディの作品のほか、ベネデット・マルチェッロの『ディドーネ』（イタリア語: Didone）を校訂して出版した。過去の作曲家や古い様式への傾倒から、レスピーギを新古典主義音楽の作曲家と位置付けすることもできる。レスピーギは、古典派音楽以前の旋律様式や（舞踊組曲などの）音楽形式を、近代的な和声法やテクスチュアと好んで融合させている。フランスで六人組が「新しい単純性」を、中でもウィーン古典派の軽やかさへの回帰を標榜したのに対し、レスピーギはイタリア古楽の復興、そして古楽の再創造・構成のために古い音楽を利用したのであった。
ロシア時代に作曲された『ピアノ協奏曲 イ短調』などの初期作品では、師事したリムスキー＝コルサコフと共に、親交を結んでいたセルゲイ・ラフマニノフの影響を見ることができる。

## 主要作品

### 声楽曲・合唱曲
- 独唱と合唱、管弦楽のための聖書によるカンタータ『キリスト』（ラテン語: Christus）（1898年 – 99年、自作詩による）
- メゾソプラノと管弦楽のためのカンタータ『アレトゥーザ』（Aretusa）（1910年 – 11年、原詩：シェリー）
- メゾソプラノと管弦楽のためのカンタータ『オジギソウ』（La Sensitiva）（1914年、原詩：シェリー）
- メゾソプラノと弦楽四重奏（または弦楽合奏）のための連作歌曲『黄昏』（Il Tramonto）（1914年、原詩：シェリー）
- ソプラノと小オーケストラのための連作歌曲『森の神』（Dietà silvane）（1917年、原詩：アントニオ・ルビノ）
- 独唱と合唱、管弦楽のための抒情詩『春』（La Primavera）（1922年、原詩：Constant Zarian）
- 独唱と混成合唱、室内アンサンブルのためのカンタータ『降誕祭のためのラウダ』（Lauda per la Natività del Signore）（1930年作曲、原詩：ヤコポーネ・ダ・トーディ?）

### オペラ
- 3幕の喜歌劇『エンツォ王』（Rè Enzo）（台本：アルベルト・ドニーニ、1905年作曲、初演：1905年3月、ボローニャ・デル・コルソー劇場）
- Al mulino（1908年、未完の断片）
- 3幕の悲歌劇『セミラーマ』（Semirâma. Poema tragico）（台本：アレッサンドロ・チェレ、1910年作曲、初演：1910年、ボローニャ・コムナーレ劇場）
- 4幕5場のオペラ『マリー・ヴィクトワール』（フランス語: Marie Victoire）（原作：エドモン・ギローの同名の戯曲、1912年 – 14年作曲、世界初演：2004年1月27日、ローマ・オペラ座、ドイツ初演：2009年4月9日、ベルリン・ドイツ・オペラ）
- メルヒェン・オペラ『眠れる森の美女』（La bella addormentata nel bosco (La bella dormente nel bosco). Fiaba musicale）（原作：ペロー童話集、台本：ジャン・ビストルフィ、1916年 – 21年作曲、初演：1922年、ローマ・オデスカルキ劇場）
- 序幕と2幕、終幕からなる抒情喜劇『ベルファゴール』（Belfagor. Commedia lirica Prolog, 2 Akte und Epilog.（原作：エルコーレ・ルイージ・モルセッリ、台本：クラウディオ・グヮスタッラ、1921年 – 22年作曲、初演：1923年、ミラノ・スカラ座）
- 4幕のオペラ『沈める鐘』（La campana sommersa）（原作：ゲルハルト・ハウプトマン、独語版台本：ヴェルナー・ヴォルフ、伊語台本：クラウディオ・グヮスタッラ、1925年 – 26年作曲。独語版初演：1927年11月18日、ハンブルク国立歌劇場。伊語版初演：1929年4月、ローマ・オペラ座）
- 1幕と2つの終幕からなる神秘劇『エジプトのマリア』（Maria egiziaca）（台本：クラウディオ・グヮスタッラ、初演：1932年、ヴェネツィアおよびニューヨーク）
- 3幕4景のメロドラマ『炎』（La fiamma. Melodramma）（原作：ハンス・ヴィエルス＝イェンゼン、台本：クラウディオ・グヮスタッラ、1933年作曲、初演：1934年、ローマ・オペラ座）
- 1幕3景の史劇『ルクレツィア』（Lucrezia. Istoria）（台本：クラウディオ・グヮスタッラ、1935年か1936年に着手された遺稿の断片をエルザ未亡人が補筆、初演：1937年、ミラノ・スカラ座）

### バレエ音楽
- ロッシーニの主題によるバレエ『風変わりな店』（フランス語: La boutique fantasque）（1918年作曲、初演：1919年、ロンドン・アルハンブラ劇場）
- 舞踊付き喜劇『ヴェネツィアの遊戯』（Scherzo veneziano. Commedia coreografica）（台本：イレアナ・レオニドフ、作曲：1920年、初演：1920年、ローマ・コスタンツィ劇場）
- 17世紀と18世紀のフランス音楽の主題によるバレエ『古いフランスのセーヴル焼』（フランス語: Sèvres de la vieille France）（1920年作曲、初演：1920年、ローマ・コスタンツィ劇場）
- ロシア民謡の主題による『魔法の鍋』（La pentola magica. Azione coreografica）（1920年作曲、初演：1920年、ローマ・コスタンツィ劇場）
- 17世紀と18世紀のフランス音楽の主題によるバレエ『鳥』（Gli uccelli）（1928年作曲、初演：1933年、サンレモ市民会舘）
- 5幕のバレエ『シバの女王ベルキス』（Belkis, regina di Saba）（台本：クラウディオ・グヮスタッラ、初演：1931年、ミラノ・スカラ座）
- Le astuzie de Columbina

### 管弦楽曲
- 交響的変奏曲（1900年）
- 前奏曲、コラールとフーガ　Preludio, corale e fuga （1901年）
- 組曲ホ長調（シンフォニア）（1901年、1903年改訂）
- 序曲『謝肉祭』 Ouverture carnevalesca （1913年）
- 劇的交響曲 Sinfonia Drammatica （1913 – 14年）
- ローマ三部作　Trilogia Romana
  - ローマの噴水 Fontane di Roma （1915 – 16年）
  - ローマの松 Pini di Roma （1923 – 24年）
  - ローマの祭り　Feste Romane （1928年）
- リュートのための古風な舞曲とアリア
  - 組曲 第1番（1917年）
    - シモーネ・モリナーロとヴィンチェンツォ・ガリレイおよび作者不明のリュート作品に基づく

  - 組曲 第2番（1924年）
    - ファブリツィオ・カローゾやジャン＝バティスト・ベサールおよび作者不明がリュートやテオルボ、ヴィオールのために作曲した小品に基づく。また、マラン・メルセンヌ作曲とされる歌曲も利用されている

  - 組曲 第3番（1932年）
    - 先行する2曲と異なり、弦楽合奏曲として構想され、全般的に憂愁を湛えている。ベサール作曲のエール・ド・クールや、ルドヴィコ・ロンカッリのギター曲、サンティーノ・ガルシ・ダ・パルマのリュート曲のほか、作者不明の作品が利用されている
- 地の精のバラード　Ballata delle Gnomidi（1920年） クラウディオ・クラウゼッティの詩に基づく
- 管弦楽組曲『ロッシニアーナ』 Rossiniana（1925年）
  - ロッシーニのバガテル『老いのあやまち』（フランス語: Les petits riens）の自由な編曲
- 教会のステンドグラス　Vetrate di chiesa（1925年）
  - 全4楽章のうち3楽章はピアノ曲集『グレゴリオ聖歌による3つの前奏曲』が原曲
- 鳥　Gli Uccelli（1927年）
  - 鳥を模倣したバロック音楽、なかでもクラヴサン曲を編曲したもの。同名のバレエ音楽の原曲
- ボッティチェッリの3枚の絵　Trittico Botticelliano（1927年）
  - イタリアルネサンスの画家ボッティチェッリの絵画から着想したもの。
- ブラジルの印象　Brazilian Impressions（1928年）
- 主題と変奏『第12旋法によるメタモルフォーゼ』 Metamorphoseon. Modi XII: Tema e Variazioni（1930年）
- パッサカリアとフーガ ハ短調 BWV582（バッハのオルガン曲の管弦楽編曲）※他にもバッハ作品の編曲を数多く行っている。
- 5つの音の絵（ラフマニノフのピアノ曲の管弦楽編曲）

### 協奏的作品
- ピアノ協奏曲 イ短調 （1902年）
- ピアノと管弦楽のための『スラヴ幻想曲』（Fantasia Slava）（1903年）
- ヴァイオリン協奏曲 イ長調（1903年、未完）…サルヴァトーレ・ディ・ヴィットリオ（英語版）により補筆、2010年に世界初演。
- ピアノと管弦楽のための『ブルレスケ』（Burlesca）（1906年）
- ピアノと管弦楽のための『ミクソリディア旋法の協奏曲』（Concerto in modo misolidio）（1925年）
- ピアノと管弦楽のための『トッカータ』（1928年）
- ヴァイオリンと弦楽合奏のための『パストラーレ』（Pastorale）（1908年）
- ヴァイオリンと管弦楽のための『古風な協奏曲』（Concerto all'antica）イ短調（1908年）
- ヴァイオリンと管弦楽のための協奏曲『グレゴリオ聖歌風』（Concerto Gregoriano）（1921年）
- ヴァイオリンと管弦楽のための『秋の詩』（Poema Autunnale）（1920-25年）
- チェロと管弦楽のための『アダージョと変奏』（Adagio con variazioni） (1920年）
- オーボエとトランペット、ヴィオラ・ダモーレ、コントラバス、ピアノと弦楽合奏のための『5声の協奏曲』（Concerto a cinque）（1933年）

### 室内楽曲
- オルガンと弦楽合奏のための組曲 ト長調 (1905年）
- 複四重奏曲 ニ短調 （1901年？）
- ピアノ五重奏曲 ヘ短調 （1902年？）
- 弦楽五重奏曲 （年代・日付の記入なし）
- 単一楽章の弦楽四重奏曲 ニ短調 （年代・日付の記入なし）
- ヴィオラ四重奏曲 ニ長調 （1906年？）
- 弦楽四重奏曲 第1番 ニ長調 （1892年 – 98年？、未出版の習作）
- 弦楽四重奏曲 第2番 変ロ長調 （1898年？、未出版の習作）
- 弦楽四重奏曲 ニ長調 （1907年）
- 弦楽四重奏曲 ニ短調 （1909年、"ドイツ語: Ernst is das Leben, heiter ist die Kunst"との銘が掲げられている）
- ドリア旋法による弦楽四重奏曲（Quartetto Dorico, 1924年）
- ヴァイオリンとピアノのための6つの小品 （1901 – 06年）
- ヴァイオリン・ソナタ ロ短調 Sonata per violino e piano（1916-17年）

### その他の器楽曲
- ピアノ曲『グレゴリオ聖歌による3つの前奏曲』（Tre Preludi sopra melodie gregoriane）（1919年）
- ギターのための変奏曲（Variazioni）

## 評伝
- Respighi, Elsa (1955) Fifty Years of a Life in Music
- Respighi, Elsa (1962) Ottorino Respighi, London: Ricordi
- Nupen, Christopher (director) (1983) Ottorino Respighi: A Dream of Italy, Allegro Films
- Barrow, Lee G (2004) Ottorino Respighi (1879-1936): An Annotated Bibliography, Scarecrow Press